# 新聞一小時
《新聞一小時》（英語：Newshour）是香港亞洲電視新聞部製作的新聞節目，在每日18:00於本港台播出。這節目於1998年9月28日首播，並於1999年4月30日停止播映。

## 節目歷史
1998年9月28日，《六點鐘新聞》正式使用虛擬演播室技術播出。而《六點鐘新聞》作為環節，與剛剛開播的《互動新聞網》（形式類似電台烽煙節目，觀眾可致電熱線1872168參與討論）、《體育快訊》合稱《新聞一小時》。《互動新聞網》首日討論主題為囚犯劉榮華及另一位囚犯於小欖精神病治療中心暴斃事件（劉榮華因於1997年2月12日在家中發狂，把其母親斬首而被判囚終身）。
1999年4月30日，《互動新聞網》停播；後於5月3日取消《新聞一小時》，《六點鐘新聞》及《體育快訊》獨立播出。

## 主播安排

### 前任主播（六點鐘新聞）
- 男主播：鄧景輝、邱喜耀
- 女主播：尹慧筠、李彤、梁麗嫦

### 前任主播（互動新聞網）
- 盧瑞盛